# Almenar de Soria
Almenar de Soria è un comune spagnolo di 352 abitanti situato nella comunità autonoma di Castiglia e León.